# Lothar Osiander
Pour les articles homonymes, voir Osiander.
Lothar Osiander, né le 8 novembre 1939 à Munich en Allemagne, est un ancien joueur international germano-américain de soccer, qui évoluait au poste de milieu de terrain, avant de devenir entraîneur.